# Markus Reiher

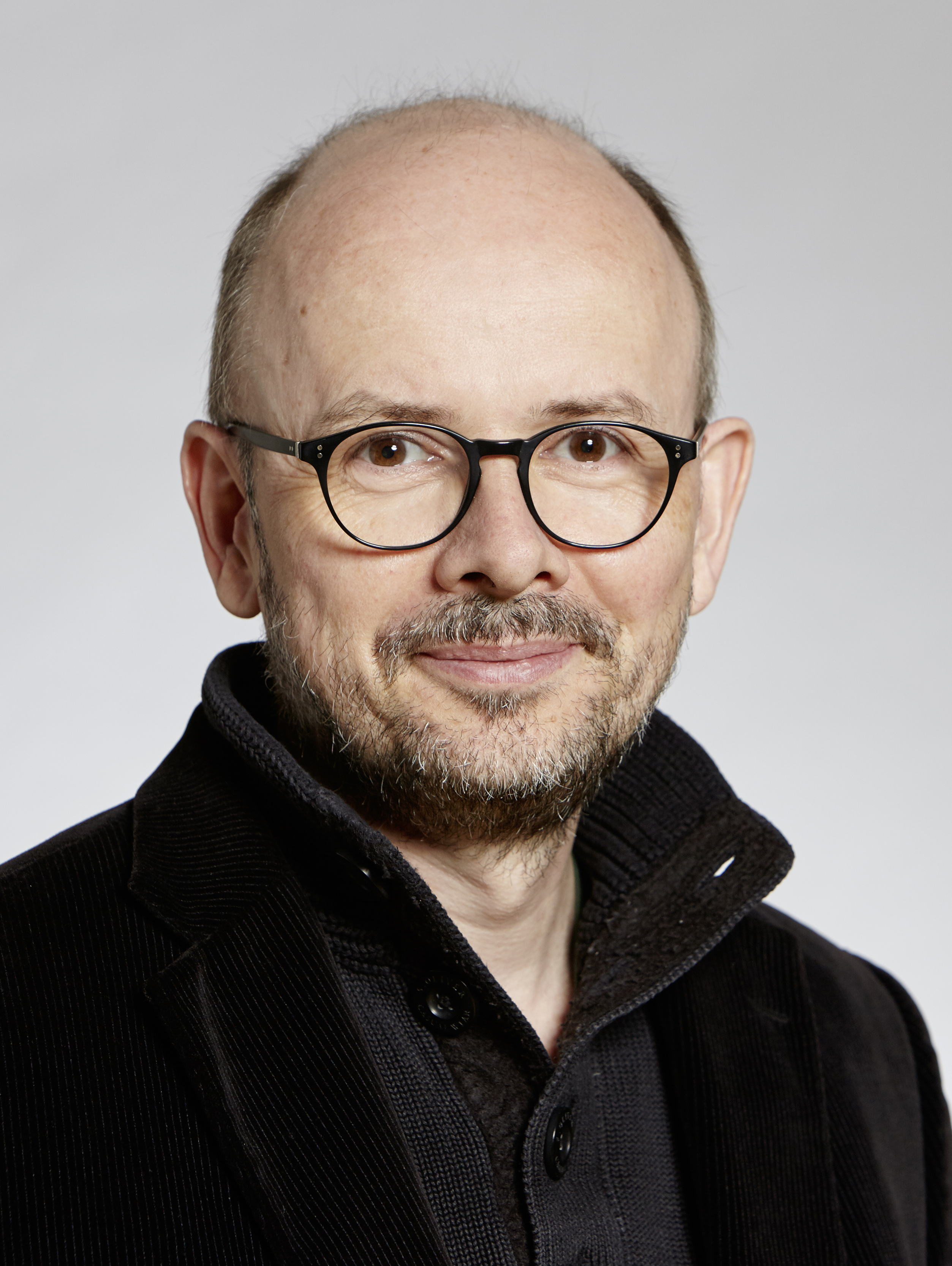
Markus Reiher (2022)

Markus Reiher (* 1971 in Paderborn) ist ein deutsch-schweizerischer Chemiker. Er ist Professor für Chemie an der ETH Zürich. Er ist auf dem Gebiet der theoretischen Chemie tätig.

## Leben
Reiher schloss sein Diplom in Chemie an der Universität Bielefeld im Jahr 1995 ab. 1998 erlangte er den Doktortitel in theoretischer Chemie an derselben Universität unter der Betreuung von Professor Jürgen Hinze. Von 1999 bis 2002 habilitierte er sich in theoretischer Chemie an der Universität Erlangen-Nürnberg unter der Leitung von Bernd Artur Heß. 2003 erhielt er die Venia Legendi.
Von Oktober 2003 bis März 2005 war er Privatdozent an der Universität Bonn, wo Carmen Herrmann bei ihm promoviert hat. Von April 2005 bis Januar 2006 war er Professor für Physikalische Chemie (Schwerpunkt: Theorie) an der Universität Jena. Seit Februar 2006 ist er Professor für Theoretische Chemie an der ETH Zürich.

## Forschungsgebiet
Reihers Forschungsschwerpunkte liegen in der theoretischen Chemie, insbesondere in der Entwicklung von Methoden und Algorithmen zur Untersuchung von Molekülstrukturen, Reaktionsmechanismen und Spektroskopie. Seine Arbeit trägt zur Verbesserung des Verständnisses chemischer Phänomene und zur Entwicklung von Vorhersagemodellen bei.

## Publikationen
Reiher ist Autor und Co-Autor zahlreicher wissenschaftlicher Artikel in renommierten Fachzeitschriften. Seine Veröffentlichungen behandeln Themen wie Quantenchemie, Molekülstrukturen, Reaktionsmechanismen, Spektroskopie und Computerchemie.